# استان بادکند
استان بادکَند یا  باتْکَن (به قرقیزی: Баткен облусу، باتكەن وبلۇسۇ)(به روسی: Баткенская область) استانی است در قرقیزستان به مرکزیت شهر بادکند. 
این نام سغدی است و به معنای شهر باد است.

## تاریخچه
در سال ۱۹۹۹ و ۲۰۰۰ نیروهای دولتی با هجوم به این شهر نیروهای حزب حرکت اسلامی ازبکستان به رهبری جمعه‌بای نمنگانی را متلاشی کردند.ریشه 

## اقتصاد
مردم بادکند فقیر بوده و از راه دامپروری و پرورش اسب و کشاورزی روزگار می‌گذرانند. 

## زبان
زبان قرقیزی رایج در این منطقه قرابت خاصی با زبان فارسی دارد و پر از لغت‌های فارسی است. 
روزگاری یکی از مراکز زبان فارسی در قلب آسیای میانه به شمار می‌آمد. 

## مردم
| - % ۷۴.۳ قرقیز - % ۱۴.۴ ازبک‌ها - % ۶.۹ تاجیک | - % ۲.۲ روس - % ۱ تاتار - % ۰.۳ ترک |  |

## شهرها و شهرستان‌ها

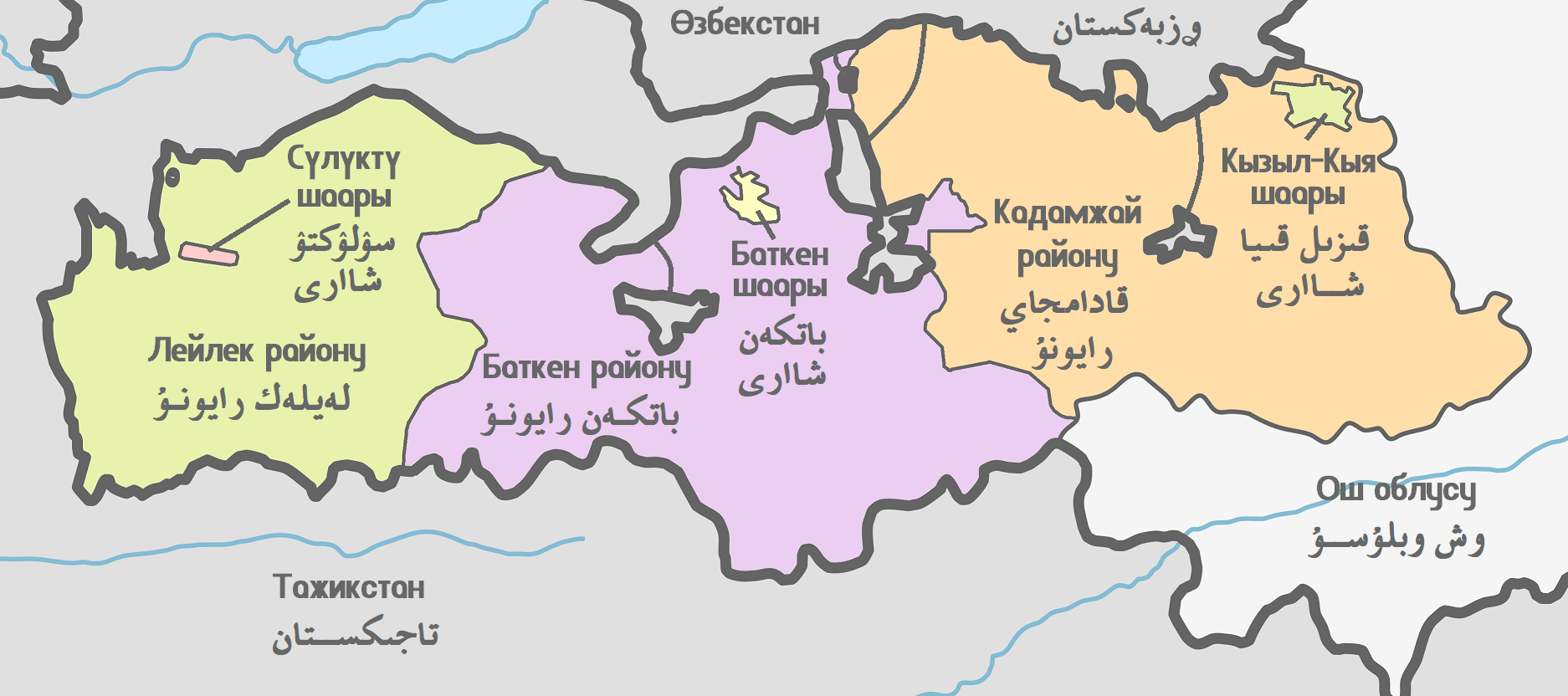
تقسیمات اداری استان بادکند در سال ۲۰۲۴ میلادی

استان بادکند متشکل از ۳ شهر «در سطح شهرستان» و ۳ شهرستان می‌باشد.
| ردیف | نام شهر/شهرستان | نام به قرقیزی                    | نام به روسی                            | مساحت(km۲) | جمعیت (سرشماری سال ۲۰۲۱) |
| ---- | --------------- | -------------------------------- | -------------------------------------- | ---------- | ------------------------ |
| ۱    | شهر بادکند      | Баткен шаары باتكەن شاارى        | город Баткен gorod Batken              | ۲۰۵        | ۲۰۷٬۷۳۰                  |
| ۲    | شهر سولوک‌تو     | Сүлүктү шаары سۉلۉكتۉ شاارى      | город Сулюкта gorod Sulyukta           | ۱۸         | ۲۴٬۲۳۸                   |
| ۳    | شهر قزل‌قیه      | Кызыл-Кыя шаары قىزىل قىيا شاارى | город Кызыл Кыя gorod Kyzyl Kyya       | ۷۸         | ۵۶٬۸۱۹                   |
| ۴    | شهرستان بادکند  | Баткен району باتكەن رايونۇ      | Баткенский район Batkenskiy rayon      | ۵٬۹۴۸      | ۹۱٬۹۸۳                   |
| ۵    | شهرستان قدم‌جای  | Кадамжай району قادامجاي رايونۇ  | Кадамжайский район Kadamzhayskiy rayon | ۶٬۱۴۶      | ۲۰۱٬۴۵۷                  |
| ۶    | شهرستان لیلک    | Лейлек району لەيلەك رايونۇ      | Лейлекский район Leylekskiy rayon      | ۴٬۶۵۳      | ۱۴۶٬۰۲۰                  |